# Dieter Trawny
Dieter Trawny (* 25. Juli 1939) ist ein ehemaliger deutscher Fußballspieler. Der Abwehrspieler absolvierte in den Jahren 1959 bis 1961 in der Oberliga West für den VfL Bochum 42 Spiele.

## Laufbahn
Dieter Trawny debütierte für die erste Mannschaft des VfL Bochum in der Oberliga West 1959/60 als er am 17. Januar 1960 von Trainer Herbert Widmayer am 19. Spieltag auswärts beim FC Schalke 04 als rechter Verteidiger neben Heinz van den Hövel eingesetzt wurde. Obwohl die Bochumer durch ein Tor von Dieter Backhaus in Führung gehen konnten, mussten sie sich am Ende den Schalker mit 1:3 geschlagen geben. Trawny bildete am 29. Juli 1961 im Achtelfinalspiel des DFB-Pokal 1960/61 gegen den FK Pirmasens für Trainer Hermann Lindemann zusammen mit Gerd Wiesemes die Bochumer Verteidigung. In der Oberliga West 1960/61 verlor der VfL am letzten Spieltag sein Heimspiel mit 1:4 Toren gegen Hamborn 07 und stieg gemeinsam mit Rot-Weiss Essen aus der Oberliga West ab. Unter Trainer Fritz Silken hatte Trawny alle 30 Ligaspiele bestritten.
Nachdem der VfL Bochum in der Runde 1961/62 2. Oberliga West als Drittplatzierter den direkten Wiederaufstieg verpasst hatte, mussten Trawny und sein Verein nach der Runde 1962/63 den Abstieg in die drittklassige Verbandsliga Westfalen antreten. In der ersten Saison in der Verbandsliga Westfalen belegte der VfL Bochum hinter Meister Dortmunder SC 95 den zweiten Platz. In der zweiten Runde errang die Mannschaft um Trainer Hubert Schieth souverän die Meisterschaft vor dem Lüner SV.

## Statistik
- Oberliga West

| Einsätze | Tore | Saison  | Verein     |
| -------- | ---- | ------- | ---------- |
| 12       | 0    | 1959/60 | VfL Bochum |
| 30       | 0    | 1960/61 | VfL Bochum |
| 42       | 0    | gesamt  | gesamt     |

- 2. Oberliga West

| Einsätze | Tore | Saison  | Verein     |
| -------- | ---- | ------- | ---------- |
| 29       | 1    | 1961/62 | VfL Bochum |
| 30       | 2    | 1962/63 | VfL Bochum |
| 59       | 3    | gesamt  | gesamt     |

- Verbandsliga Westfalen

| Einsätze | Tore | Saison  | Verein     |
| -------- | ---- | ------- | ---------- |
| 25       | 5    | 1963/64 | VfL Bochum |
| 11       | 1    | 1964/65 | VfL Bochum |
| 36       | 6    | gesamt  | gesamt     |

## Familie
Dieter Trawnys Vater August Trawny war in den 1930er und 1940er Jahren ebenfalls Fußballspieler bei der Germania und dem VfL Bochum in der Gauliga Westfalen gewesen.